# 嵯峨隆
嵯峨 隆（さが たかし、1952年2月 - ）は、日本の政治学者（中国政治史・政治思想史）。学位は、博士（法学）（慶應義塾大学・1994年）。
八戸大学商学部助教授、静岡県立大学国際関係学部教授、財団法人アジア政経学会評議員などを歴任した。

## 来歴

### 生い立ち
1952年、秋田県男鹿市にて生まれた。男鹿市立船川第一小学校、男鹿市立船川中学校を経て、秋田県立秋田高等学校に入学した。秋田県立秋田高等学校を卒業すると上京し、慶應義塾大学に入学した。慶應義塾大学では法学部政治学科に在籍し、政治学を学んだ。1976年に慶應義塾大学を卒業すると、そのまま慶應義塾大学の大学院に進学した。法学研究科政治学専攻に在籍し、政治学の研究を続けた。1978年、慶應義塾大学大学院の修士課程を修了し、法学修士の学位を取得した。1979年から1980年にかけてイギリス領香港に渡り、香港中文大学の亜洲課程部に留学していた。翌年、慶應義塾大学大学院の博士課程を単位修得退学した。なお、のちの1994年、慶應義塾大学より博士（法学）の学位を取得している。

### 研究者として
1982年、八戸大学に採用され、商学部の講師として教鞭を執った。1987年には、八戸大学の商学部にて助教授に昇任した。1988年度まで八戸大学に勤務していたが、翌年度に静岡県立大学に転じた。静岡県立大学では、国際関係学部の助教授に就任した。1998年には、静岡県立大学にて国際関係学部の教授に昇任した。静岡県立大学の大学院では、国際関係学研究科の教授も兼務していた。2017年3月31日、定年により静岡県立大学の教授を退いた。

## 研究
専門は政治学であり、特に中国政治史や政治思想史といった分野に取り組んでいる。特に、中国の近代における無政府主義についての研究を行っている。そのほかにも、日本や中国におけるアジア主義といった、政治思想についての研究に取り組んでいる。一例として、考試院院長などを務めた戴季陶について取り上げ、戴の思想や国民に与えた影響などを纏めた著書を上梓している。また、共同執筆や編纂した専門書としては、東京大学名誉教授の高橋徹とともに編纂および執筆を担当した専門書などがある。
学会としては、アジア政経学会、日本国際政治学会、日本現代中国学会、東方学会などに参加している。なお、アジア政経学会では評議員などを務めた。また、鹿児島国際大学教授懲戒解雇事件をめぐり、鹿児島国際大学から解雇された教員を支援するため「鹿児島国際大学三教授を支援する全国連絡会」の呼びかけ人を務めた。支援を受けた教員らは大学を運営する津曲学園を相手取り裁判を起こしたが、鹿児島地方裁判所、福岡高等裁判所にて勝訴し、最高裁判所にて判決が確定した。

## 略歴
- 1952年 - 秋田県男鹿市にて誕生。
- 1976年 - 慶應義塾大学法学部卒業。
- 1978年 - 慶應義塾大学大学院法学研究科修士課程修了。
- 1979年 - 香港中文大学亜洲課程部留学。
- 1981年 - 慶應義塾大学大学院法学研究科博士課程単位修得退学。
- 1982年 - 八戸大学商学部講師。
- 1987年 - 八戸大学商学部助教授。
- 1989年 - 静岡県立大学国際関係学部助教授。
- 1998年 - 静岡県立大学国際関係学部教授。
- 2017年 - 静岡県立大学定年退職。
- 2017年 - 静岡県立大学名誉教授。

## 著作

### 単著
- 『近代中国アナキズムの研究』研文出版、1994年。ISBN 9784876361229
- 『近代中国の革命幻影――劉師培の思想と生涯』研文出版、1996年。ISBN 9784876361359
- 『中国黒色革命論――師復とその思想』社会評論社、2001年。ISBN 9784784502783
- 『戴季陶の対日観と中国革命』東方書店、2003年。ISBN 9784497203052
- 『アジア主義と近代日中の思想的交錯』慶應義塾大学出版会、2016年。ISBN 9784766423488
- 『アジア主義全史』筑摩書房・筑摩選書、2020年。ISBN 9784480016997
- 『頭山満――アジア主義者の実像』筑摩書房・ちくま新書、2020年。ISBN 9784480074331
- 『東亜同文会初代会長　近衞篤麿評伝──その四十年の生涯──』一般財団法人霞山会、2022年。ISBN 9784909204516

### 共著
- 静岡県立大学国際関係学部編『現代のナショナリズム』北樹出版、1992年。ISBN 9784893842824

### 編纂
- 高橋徹共編著『ゆらぎのなかの家族と民族』北樹出版、1993年。ISBN 9784893842961
- 坂井洋史共編・解題『原典中国アナキズム史料集成』緑蔭書房、1994年。ISBN 9784897740096
- 久保亨共編『中華民国の憲政と独裁　1912-1949』慶應義塾大学出版会、2011。ISBN 9784766418743
- 池田維・小山三郎・栗田尚弥共編『人物からたどる近代日中関係史』国書刊行会、2019。ISBN 9784336063694

### 翻訳
- 玉川信明 坂井洋史共編訳『中国アナキズム運動の回想』総和社、1992年。ISBN 9784915486432

## 関連人物
- 戴季陶
- 高橋徹 (社会学者)
- 玉川信明